# Hitler (famiglia)

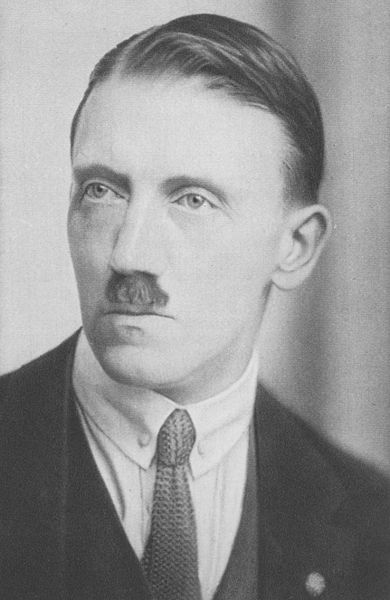
Adolf Hitler nel 1923

La famiglia Hitler comprende tutti i discendenti e gli antenati del dittatore tedesco  di origine austriaca  Adolf Hitler (20 aprile 1889 – 30 aprile 1945), capo del Partito Nazionalsocialista Tedesco dei Lavoratori, dal 1933 al 1945 Cancelliere della Germania e dal 1934 anche Führer del Reich.
Prima della nascita di Hitler il cognome familiare aveva numerose varianti, che spesso erano usate quasi intercambiabilmente; alcune delle più comuni erano Hiedler, Hüttler, Hytler e Hittler. Alois Schicklgruber (padre di Adolf) cambiò il suo cognome il 7 gennaio 1877 in "Hitler", che fu l'unica forma che Adolf utilizzò.
La famiglia è da tempo oggetto dell'interesse degli storici e dei genealogisti a causa dell'incertezza biologica del padre di Hitler, nonché delle interrelazioni della famiglia e del loro effetto psicologico avuto su Hitler nel corso della sua infanzia e durante la sua vita successiva.

## Etimologia
Il cognome Hitler e la sua variante Hiedler, significa chi risiede presso un Hiedl, che nei dialetti austro-bavaresi indica una fontana o un fiume sotterraneo. Un'altra derivazione, anche per le forme "Hiedler", "Hüttler" o "Huettler", sarebbe Hütte "capanna", oppure hüten "guardia, pastore"; in alternativa potrebbe non avere un'origine germanica, bensì slava, assai probabilmente ceca, dal cognome "Hidlar" e "Hidlarček".

## Storia familiare

### Primi membri conosciuti
I primi ascendenti conosciuti della famiglia Hitler sono Stefan Hiedler (nato nel 1672) e sua moglie Agnes Capeller. Il nipote di questi fu Martin Hiedler (17 novembre 1762 – 10 gennaio 1829), che sposò Anna Maria Göschl (23 agosto 1760 – 7 dicembre 1854). Martin e Anna ebbero tre figli: Lorenz, di cui non si hanno ulteriori informazioni, Johann Georg (battezzato il 28 febbraio 1792 – 9 febbraio 1857), che fu il patrigno di Alois Hitler (padre di Adolf), e Johann Nepomuk (19 marzo 1807 – 17 settembre 1888), il bisnonno materno di Adolf. I primi membri erano originari di Spital, frazione di Weitra in Bassa Austria al confine con la Repubblica Ceca.

### Maria Anna Schicklgruber, Johann Georg Hiedler e Johann Nepomuk Hiedler
Maria Anna Schicklgruber nacque il 16 aprile 1795 nel piccolo villaggio di Strones nel Waldviertel. Figlia di Theresia Pfeisinger (7 settembre 1769 - 11 novembre 1821), e dell'agricoltore Johannes Schicklgruber (29 maggio 1764 - 12 novembre 1847), aveva 10 tra fratelli e sorelle, di cui soltanto sei sopravvissero oltre l'infanzia. La madre morì nel 1821 quando la Schicklgruber aveva 26 anni. Ricevette in eredità 74,25 gulden, che lasciò nel fondo per gli orfani sino al 1838. Werner Maser scrisse che era una donna "parsimoniosa, riservata, ed estremamente accorta".
Fino all'età di 40 anni non si hanno altre notizie della sua vita. Lo storico Bradley F. Smith dello Hoover Institution ipotizza che Maria si possa essere trasferita in qualche città prestando servizio come domestica. Nel 1837, ancora nubile, ebbe il suo primo e unico figlio. Chiamò il bambino Alois. Maser nota che ella si rifiutò di rivelare chi fosse il padre del bambino, così il parroco lo battezzò come Alois Schicklgruber, scrivendo illegittimo nello spazio riservato al nome del padre del registro della parrocchia. A quell'epoca viveva nel villaggio presso una famiglia di nome Trummelschlager.
Si trasferì presto nella casa del padre. Dopo un periodo imprecisato, nella casa trovò alloggio il mugnaio Johann Georg Hiedler, che nel 1824 aveva sposato la prima moglie, morta di parto soltanto cinque mesi dopo. Il 10 maggio 1842, cinque anni dopo la nascita di Alois, Maria Anna Schicklgruber si sposò nel vicino villaggio di Döllersheim con Hiedler, che divenne così patrigno legale di Alois. Johann Georg è considerato come il nonno paterno di Adolf Hitler, anche se tuttora la paternità biologica rimane sconosciuta.
Qualche anno dopo (non più di cinque) Alois fu mandato a vivere presso il fratello di Johann Georg, Johann Nepomuk Hiedler, che possedeva una fattoria nel villaggio di Spital. Maria e Johann Georg si trasferirono invece a Klein-Motten. Maria morì il 7 gennaio 1847 di tubercolosi a Klein-Motten, dove viveva col marito presso la famiglia Sillip. Fu sepolta presso la chiesa parrocchiale di Döller.
All'età di circa dieci anni dopo la morte della madre, Alois andò a vivere nella fattoria di Joahann Nepomuk; Johann Nepomuk Hiedler (conosciuto anche come Johann Nepomuk Hüttler) venne battezzato così in onore del santo ceco Giovanni Nepomuceno. Johann Nepomuk diventò un ricco contadino e si sposò con Eva Maria Decker (1792-1873), che aveva quindici anni più di lui.
I nazisti rilasciarono a suo tempo un opuscolo, nel corso della seconda campagna elettorale tedesca del 1932, intitolata "Fatti e bugie su Hitler", che confutò la voce fatta diffondere dal Partito Socialdemocratico di Germania (SPD) e dal Partito di Centro Tedesco che voleva Hitler avere degli antenati cechi. Non c'è alcuna prova che nessuno degli antenati conosciuti di Hitler fosse di origine ceca.

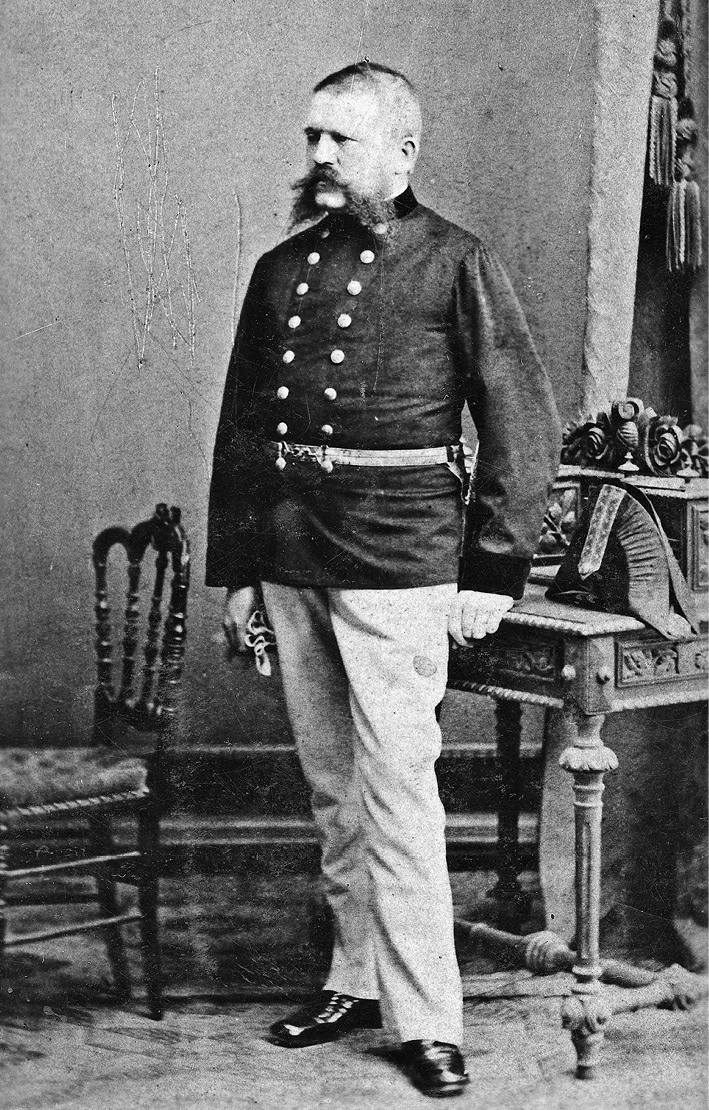
Alois Hitler (1837-1903), il padre del Führer, in divisa da doganiere austriaco

### Il padre di Hitler, Alois
L'identità biologica del padre di Alois è tuttora discussa e ci sono tre candidati in lizza secondo gli storici: Johann Georg Hiedler (un mugnaio vagabondo), suo fratello Johann Nepomuk Hiedler (o Hüttler, lo zio ufficiale di Alois) e Leopold Frankenberger (un ebreo di Graz la cui esistenza non è mai stata documentata e del quale c'è solo la fonte di Hans Frank testimoniata durante il processo di Norimberga).
Per motivi sconosciuti Johann Nepomuk prese con sé Alois quando questi era ancora solo un ragazzo e lo allevò. È possibile che egli fosse, infatti, il padre naturale di Alois, ma che non potesse riconoscerlo pubblicamente a causa del suo essere già sposato. Un'altra spiegazione, forse più semplice, è che egli ebbe compassione per il bambino, allora appena decenne, dopo la morte della madre di Alois Maria, giungendo a sostenere che non poteva essere una vita adatta per un bambino di dieci anni quella di essere cresciuto da un mugnaio itinerante.
Johann Nepomuk morì il 17 settembre 1888 e lasciò ad Alois una parte considerevole dei suoi risparmi di tutta una vita. La nipote di Johann Nepomuk, Klara, ebbe una relazione duratura con Alois prima di sposarlo nel 1885 (dopo la morte della sua seconda moglie). Nel 1889 ha generato Adolf.
Fu più tardi affermato che Johann Georg avesse generato Alois prima del suo matrimonio con Maria, anche se Alois fu dichiarato figlio naturale sul suo certificato di nascita e sui documenti di battesimo. L'affermazione che Johann Georg fosse il vero padre di Alois non è stata fatta più dopo il matrimonio di Maria con Johann Georg e la questione rimase così sospesa durante la vita di entrambi. Nel 1877, 20 anni dopo la morte di Johann Georg e quasi 30 anni dopo la morte di Maria, Alois fu legalmente dichiarato figlio di Johann Georg.
Molti storici concordano sul fatto che il padre di Alois fu Johann Georg Hiedler, che fu suo patrigno e in seguito venne dichiarato padre postumo di Alois. Secondo lo storico Frank McDonough, la teoria più plausibile è che fu Johann Georg Hiedler il padre di Alois. Una spiegazione per Alois è che venne mandato a vivere nella fattoria di suo zio da bambino perché Hiedler e Maria erano semplicemente troppo poveri per crescerlo, o non lo avrebbero potuto crescere, così come suo zio, o forse la salute di Maria era in declino (morì quando Alois aveva solo 10 anni).
Negli anni cinquanta "l'ipotesi ebraica" divenne popolare tra gli storici, ma gli autori moderni hanno concluso che la speculazione di Frank non ha alcun sostegno fattuale. Frank ebbe a dichiarare che Maria fosse originaria di "Leonding vicino a Linz", quando in realtà è comprovato che provenisse dalla frazione di Strones, vicino al villaggio di Döllersheim. Non è mai stata accertata alcuna prova che un "Frankenberger" sia mai vissuto nella zona; gli ebrei furono espulsi dalla Stiria (comprendente anche Graz) nel XV secolo e non vi poterono tornare fino agli anni 1860, decenni dopo la nascita di Alois.
Sebbene Alois fosse legittimato e Johann Georg fosse considerato il nonno paterno ufficialmente accettato da Hitler durante la Germania nazista, se fosse realmente il nonno biologico di Hitler questo rimane sconosciuto e ha causato una varietà di speculazioni.
Nonostante tutto il suo caso è considerato il più plausibile e ampiamente accettato.

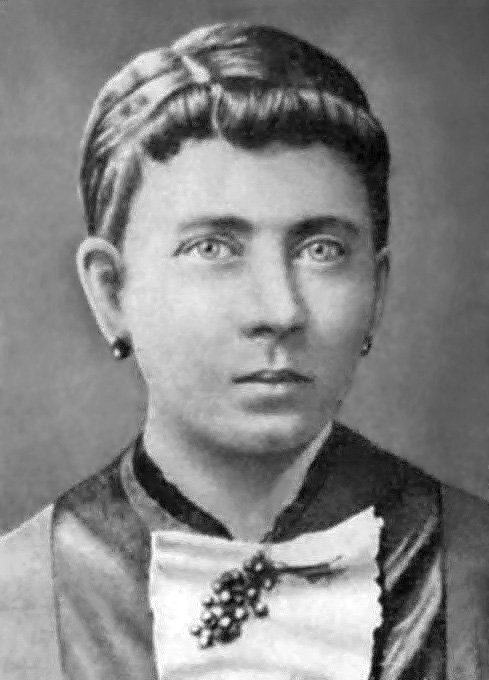
Klara Pölzl, la madre di Hitler

### Famiglia Pölzl
Johanna Hiedler, figlia di Johann Nepomuk e Eva Maria Hiedler (nata Decker) nacque il 19 gennaio 1830 a Spital (frazione di Weitra) nel Waldviertel della Bassa Austria. Ha vissuto tutta la sua vita lì e fu sposata con Johann Baptist Pölzl (1825-1901), un contadino e figlio di Johann Pölzl e Juliana (Walli) Pölzl. Johanna e Johann ebbero 5 figli e 6 figlie, di cui 2 figli e 3 figlie sopravvissuti fino all'età adulta, le tre figlie erano Klara, Johanna e Theresia.

### Anni 1870
Aloys Schicklgruber (7 giugno 1837 – 3 gennaio 1903) che prese il nome di Alois Hitler nel 1872.
Nel 1873, all'età di 36 anni, Alois Hitler si sposò per la prima volta con Anna Glasl-Hörer ricca figlia cinquantenne di un funzionario doganale. All'epoca del matrimonio, o immediatamente dopo, la donna si ammalò gravemente. Poco tempo dopo Alois Hitler iniziò una relazione con Franziska "Fanni" Matzelsberger , impiegata diciannovenne presso la "Pommer Inn" di Braunau am Inn, casa # 219, dove affittò l'ultimo piano come loro alloggio.
Smith afferma che Alois intrattenesse numerose relazioni negli anni '70, costringendo la moglie ad avviare un'azione legale che portò, il 7 novembre 1880, Alois e Anna ad una separazione. Franziska divenne così la convivente di Alois pur non potendo sposarlo in quanto il divorzio non era permesso dalla legge di diritto canonico della chiesa cattolica romana.
Nel 1876 Alois aveva assunto Klara Pölzl come domestica. A seconda della incerta paternità di Alois egli era, nei confronti della stessa lo zio nel caso in cui suo padre fosse stato Johann Nepomuk oppure un cugino di secondo grado nel caso in cui suo padre fosse stato Johann Georg. Franziska la allontanò da Alois licenziandola.

### Anni 1880
Il 13 gennaio 1882 Franziska diede alla luce il figlio illegittimo di Alois, chiamato anch'egli Alois, ma dal momento che non erano sposati, il bambino fu battezzato come Alois Matzelsberger (13 giugno 1882 - 20 maggio 1956).
Il 22 maggio 1883, a seguito della morte della moglie Anna avvenuta il 6 aprile dello stesso anno, Alois, 45 anni, sposò ufficialmente Franziska, 21 anni, a Braunau con altri funzionari doganali come testimoni. Legittimò il figlio come Alois Hitler, Jr. A luglio dello stesso anno Franziska si trasferì a Vienna dove dette alla luce Angela Hitler (28 luglio 1883 - 30 ottobre 1949). All'età di ventitré anni si ammalò di tubercolosi e diventò presto troppo malata per poter continuare le proprie mansioni domestiche e ad accudire i bambini. Venne trasferita a Ranshofen, un piccolo villaggio vicino a Braunau. Durante gli ultimi mesi della sua vita Klara Pölzl, che era rientrata in casa, la accudì insieme ai figli. Franziska morì a Ranshofen il 10 agosto 1884 all'età di 23 anni e Klara rimase nella casa di Alois come governante.
Klara (12 agosto 1860 – 21 dicembre 1907) rimase presto incinta di Alois. I due dovettero attendere una dispensa papale per potersi sposare a causa dei citati problemi di consanguineità. Autorizzati che furono il 7 gennaio 1885 si tenne la celebrazione matrimoniale presso le stanze affittate di Alois all'ultimo piano del "Pommer Inn". la cerimonia fu semplice: venne servito un pasto per i pochi ospiti e i testimoni, Alois andò poi a lavorare per il resto della giornata. Curiosamente Klara continuò, durante il matrimonio, a chiamarlo zio.
Il 17 maggio 1885, Frau Klara Hitler diede alla luce il suo primo figlio, Gustav (17 maggio 1885 - 8 dicembre 1887). Un anno dopo, il 25 settembre 1886, generò una figlia, Ida (25 settembre 1886 - 2 gennaio 1888) e nel 1887 il figlio Otto che morì poco dopo la nascita.
Durante l'inverno del 1887-1888 la difterite colpì la famiglia di Hitler che uccise Gustav e Ida. Dopo tre anni di matrimonio tutti i loro figli erano morti sopravvivendo solo Alois Jr. e Angela avuti da Alois durante il secondo matrimonio.

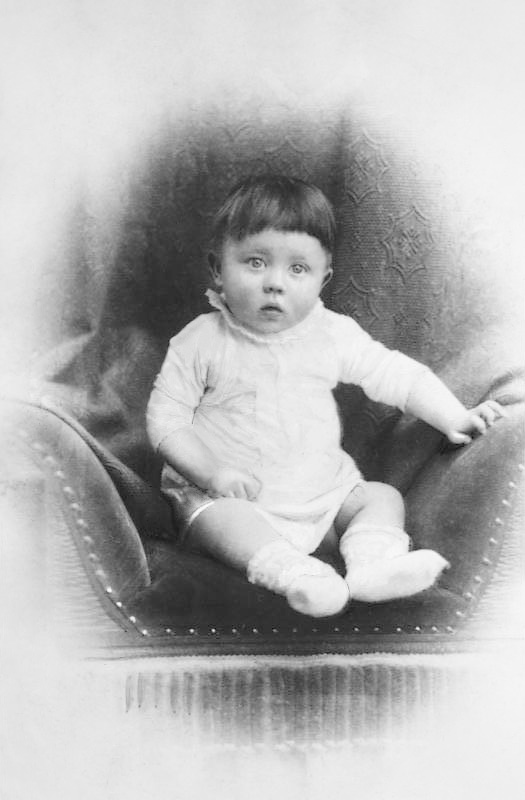
Adolf Hitler poco più che neonato

Il 20 aprile 1889 Klara diede alla luce Adolf (20 aprile 1889 - 30 aprile 1945).

### Anni 1890
Adolf fu un bambino malaticcio e sua madre si prese cura di lui amorevolmente. Alois, che aveva già 51 anni quando Adolf nacque, aveva poco interesse a crescere i figli e lasciò tutto il compito a sua moglie. Quando non era al lavoro si trovava alla taverna o occupato con il suo hobby: l'apicultura. Nel 1892 Alois fu trasferito da Braunau a Passavia. Egli aveva 55 anni, Klara 32, Alois Jr. 10, Angela 9 e Adolf 3 anni. Nel 1894 Alois Hitler fu assegnato a Linz. Klara diede alla luce il loro quinto figlio, Edmund (24 marzo 1894 - 29 febbraio 1900) e venne deciso che lei e i bambini rimanessero a Passavia per il momento.
Nel febbraio 1895 Alois Hitler acquistò una casa su un terreno di 9 acri (36000 m²) a Hafeld (Fischlham) vicino a Lambach, a circa 48 km a sud-ovest di Linz. La fattoria venne chiamata la "Rauscher Gut". La famiglia si trasferì in azienda e qui Alois si ritirò il 25 giugno 1895 all'età di 58 anni dopo 40 anni spesi nel servizio doganale.
Trovò difficoltà con l'agricoltura; perse dei soldi e il valore della proprietà diminuì. Qui nacque Paula (21 gennaio 1896–1º giugno 1960). Alois si trovò spesso a casa con la sua famiglia; aveva oramai cinque figli che andavano dall'età dell'infanzia ai 14 anni. Smith suggerisce che egli abbia gridato quasi sempre contro i bambini e che fece lunghe visite alla taverna locale. Robert G. L. Waite ha notato: "anche uno dei suoi amici più vicini ha ammesso che Alois era terribilmente ruvido con sua moglie [Klara] e che non le rivolgeva mai la parola quando si trovava in casa". Se Alois era di cattivo umore sfogava il suo cattivo stato d'animo sui figli più grandi o su Klara stessa, davanti ai bambini.
Dopo che Alois e suo figlio più anziano, Alois Jr., ebbero una violenta discussione, il ragazzo se ne andò di casa e l'anziano Alois giurò che non avrebbe mai dato al ragazzo un centesimo di eredità al di là di quanto era richiesto dalla legge. A quanto pare i rapporti di Alois Jr. con la sua matrigna Klara furono tesi. Dopo aver lavorato come apprendista all'hotel Shelbourne di Dublino, Alois Jr. venne arrestato per furto e condannato ad una pena di cinque mesi di detenzione nel 1900, seguito da una condanna di otto mesi nel 1902.

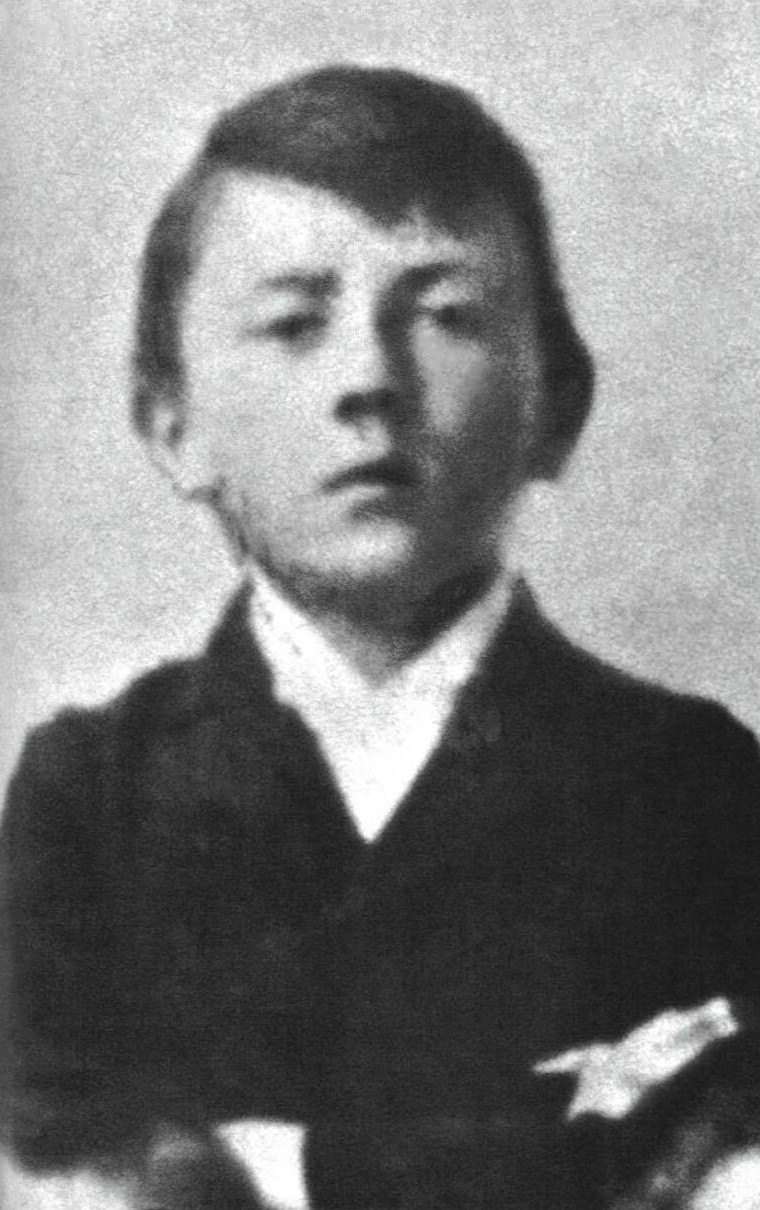
Adolf Hitler nel 1900 circa

### Anni 1900
Edmund, il figlio più giovane di Alois, morì di morbillo il 2 febbraio 1900. Alois volle che suo figlio Adolf si cercasse un posto di lavoro rispettabile e che facesse carriera nella funzione pubblica. Tuttavia, Adolf era diventato così estraneo a suo padre tanto che respinse fin da principio qualunque cosa Alois volesse da lui. Adolf rimase spaventato al pensiero di una vita trascorsa nel pubblico impiego rispettando le regole sociali. Alois cercò di obbligare il figlio all'obbedienza mentre Adolf fece dal canto suo del suo meglio per essere il contrario di quello che avrebbe voluto il padre.

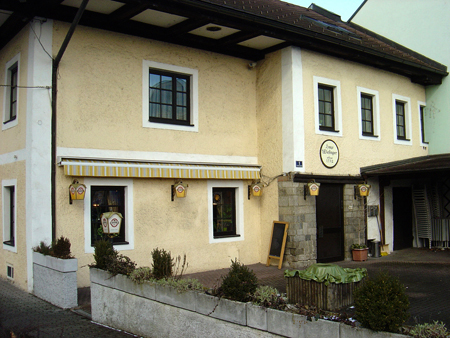
Casa Hitler a Leonding

Alois Hitler morì nel 1903, lasciando a Klara una pensione governativa. Ella vendette la casa a Leonding e si trasferì con il giovane Adolf e Paula in un appartamento a Linz, dove vissero frugalmente. Tre o quattro anni dopo le venne diagnosticato un tumore al seno. Dopo una lunga serie di trattamenti dolorosi con lo iodoformio prescrittele dal medico curante della famiglia Eduard Bloch, Klara morì nella propria casa a Linz il 21 dicembre 1907. Adolf e Paula rimasero al suo fianco fino all'ultimo I fratelli furono lasciati con un piccolo sostegno finanziario tratto dalla pensione della madre e dalla sua modesta proprietà. Klara fu sepolta a Leonding.
Hitler ebbe sempre uno stretto rapporto con la madre, rimase schiacciato dalla sua morte ne portò le conseguenze dolorose per il resto della sua vita. Parlando di Hitler, Bloch ebbe in seguito a ricordare che dopo la morte di Klara non ebbe mai a vedere tanto dolore e sofferenza quanta ne aveva veduto nel giovane Hitler.
Il 14 settembre 1903 Angela Hitler, sorellastra di Adolf, si sposò con Leo Raubal (11 giugno 1879-10 agosto 1910), un giovane ispettore del fisco e il 12 ottobre 1906 partorì un figlio chiamato anch'esso col nome del padre, Leo Rudolf Raubal, Jr. (1 ottobre 1906–18 agosto 1977) il quale sarà catturato dall'Armata Rossa durante la seconda guerra mondiale.
Il 4 giugno 1908 Angela diede alla luce Angelika Raubal (Geli) (4 giugno 1908–18 settembre 1931), nipote acquisita di Adolf e che visse con lo zio a partire dal 1925 per poi suicidarsi nel 1931 e nel 1910 una seconda figlia, Elfriede Maria Hochegger (10 gennaio 1910-24 settembre 1993).

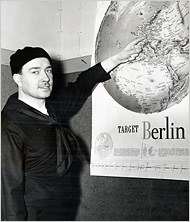
William Patrick Hitler (1944-47 circa)

### Anni 1910
Nel 1909 Alois Hitler Jr. incontrò un'irlandese, Bridget Dowling (3 luglio 1891–18 novembre 1969), presso la "Royal Dublin Society". Scapparono insieme a Londra e si sposarono il 3 giugno 1910. William Dowling, padre di Bridget, minacciò di far arrestare Alois per sequestro di persona, ma Bridget riuscì a dissuaderlo. La coppia si stabilì a Liverpool dove nacque il figlio William Patrick Hitler nel 1911 (12 marzo 1911-14 luglio 1987).
La famiglia viveva in un appartamento al numero 102 di Upper Stanhope Street. La casa venne interamente distrutta nel corso dell'ultimo attacco aereo tedesco a Liverpool avvenuto il 10 gennaio 1942. Nulla rimane della casa o di quelle che la circondavano, e l'area fu lasciata definitivamente sgombra e si riempì presto di erbacce. Le memorie di Bridget Dowling sostengono che Hitler visse con loro a Liverpool dal 1912 al 1913 mentre tentava di evitare la coscrizione e di essere quindi rimpatriato nell'impero austro-ungarico, ma la maggior parte degli storici ha escluso questa ipotesi come una pura fiction inventata per rendere il libro più attraente per gli editori.
Alois Jr. tentò di entrare nel mondo degli affari aprendo un piccolo ristorante in Dale Street, una pensione sulla Parliament Street e un hotel sul Mount Pleasant, tutti falliti. Alois Jr. lasciò la sua famiglia nel maggio del 1914 e tornò da solo nell'Impero tedesco per stabilirsi nel settore della sicurezza.
Paula si era intanto trasferita a Vienna, dove lavorò come segretaria. Non ebbe alcun contatto con Hitler durante tutto il periodo che comprendeva i suoi anni difficili come pittore a Vienna e in seguito a Monaco di Baviera né durante il servizio militare svolto nel corso della prima guerra mondiale e poi durante le sue iniziali attività politiche svolte a Monaco. Fu felice di incontrarlo nuovamente a Vienna nei primi anni venti, anche se poi affermò di essere stata spaventata vedendo la sua fama crescere così rapidamente.

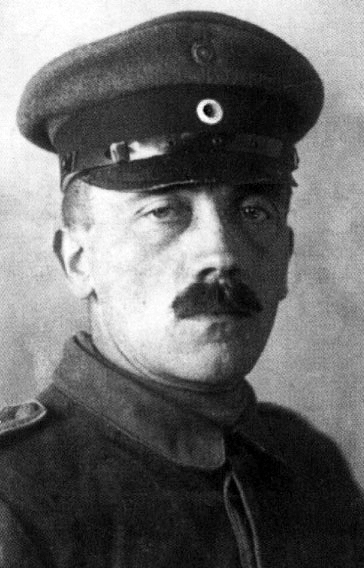
Adolf Hitler durante la "grande guerra"

#### Prima guerra mondiale
Quando scoppiò la "grande guerra" nel 1914 Alois Jr. rimase bloccato nell'Impero tedesco e fu impossibile per la moglie e il figlio riunirsi a lui; egli nel 1916 sposò un'altra donna, una certa Hedwig Heidemann (o Hedwig Mickley). Dopo la guerra venne informato, erroneamente, che Bridget era morta.
A quell'epoca Hitler risiedeva a Monaco di Baviera e si offrì volontario nell'esercito bavarese nella sua qualità di cittadino austriaco; venne arruolato nel 16º reggimento di fanteria della riserva (la 6ª divisione di riserva bavarese), 1ª compagnia. Il suo non fu un caso eccezionale in quanto non fu l'unico cittadino austriaco presente nel suo reggimento; è probabile che Hitler sia stato accettato poiché nessuno gli chiese se fosse cittadino tedesco o perché le autorità di reclutamento furono ben felici di accogliere qualsiasi volontario o, ancora, poiché avrebbe sempre potuto dire alle autorità bavaresi che intendeva assumere la cittadinanza.
Servì come corriere espresso militare sul fronte occidentale in territorio francese e belga, spendendo quasi la metà del suo tempo dietro la prima linea; fu però presente alla prima battaglia di Ypres, alla battaglia della Somme, alla battaglia di Arras e alla battaglia di Passchendaele; rimase ferito alla Somme.
Fu decorato per coraggio ricevendo la croce di ferro di seconda classe nel 1914. Su raccomandazione di Hugo Gutmann (ufficiale ebreo-tedesco) ricevette la croce di ferro di prima classe il 4 agosto 1918, una decorazione raramente assegnata ad uno dei ranghi a cui Hitler apparteneva (quello di appuntato). La posizione di Hitler in sede reggimentale, avendo frequenti interazioni con gli ufficiali di più alto livello, può averlo aiutato a fargli ricevere quest'ultima decorazione. Anche se le azioni per cui venne ricompensato avrebbero anche potuto essere coraggiose, con molta probabilità non furono granché eccezionali. Ricevette infine il distintivo per feriti il 18 maggio 1918.

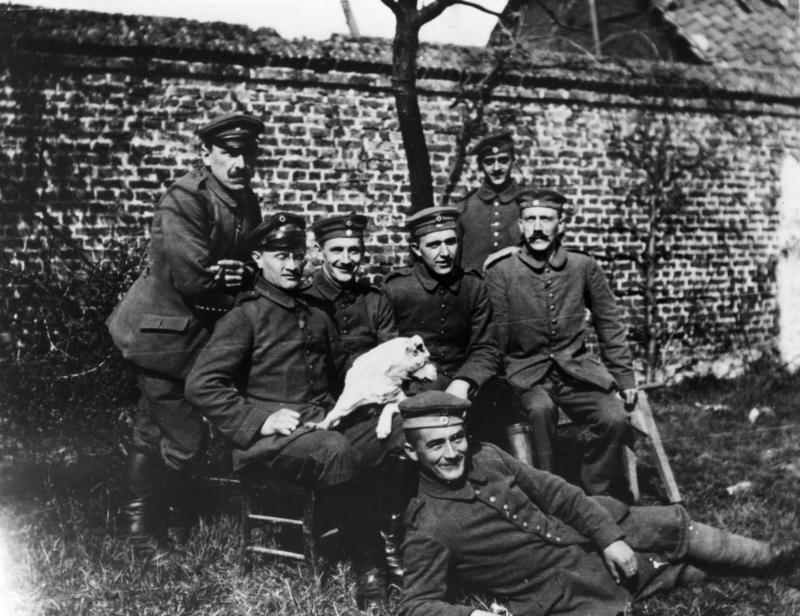
Hitler (a destra, con i baffoni) assieme ad alcuni commilitoni e al cagnolino che gli correva sempre dietro dovunque andasse

Durante il suo servizio presso il quartier generale Hitler continuò ad esercitare le proprie aspirazioni artistiche, disegnando cartoncini e istruzioni illustrate per un giornale dell'esercito. Durante lo scontro della Somme nell'ottobre del 1916 venne ferito sia nella regione inguinale che nella coscia sinistra da una granata che era esplosa dopo essere scivolata nei corridoi delle trincee.
Hitler trascorse quasi due mesi all'ospedale della Croce Rossa situato a Beelitz e tornò al suo reggimento il 5 marzo 1917. Il 15 ottobre 1918 rimase temporaneamente accecato da un attacco effettuato a base d'iprite e fu nuovamente ricoverato, questa volta a Pasewalk. Mentre si trovava ancora lì apprese della sconfitta tedesca e autonomamente, dopo aver ricevuto la notizia, subì un secondo attacco di cecità, stavolta di origine nervosa.
Hitler rimase quantomeno imbarazzato per l'avvenuto collasso dello sforzo bellico e fu allora che cominciò a prendere forma la sua primitiva base ideologica. Descrisse la guerra come "la più grande di tutte le esperienze" e fu più volte lodato dai propri comandanti per il coraggio dimostrato. L'esperienza rafforzò la sua passione nei confronti del patriottismo tedesco e rimase assai scosso dalla capitolazione avvenuta nel novembre del 1918. Come accadde anche ad altri nazionalisti credette nella leggenda della "pugnalata alle spalle" (la Dolchstoßlegende) la quale sosteneva che l'esercito tedesco, rimasto imbattuto sul campo, fosse stato pugnalato nel "fronte interno" da parte dei leader civili ma soprattutto dagli affiliati al marxismo, da lui più tardi denominati "criminali di novembre".
Il trattato di Versailles stabilì che l'oramai ex impero tedesco dovesse rinunciare a molti dei propri territori e demilitarizzare interamente la Renania. Il trattato impose anche sanzioni economiche e la riscossione di pesanti riparazioni per i danni di guerra; molti tedeschi percepirono il trattato (in particolare l'art. 231 il quale dichiarava la Germania essere l'unica responsabile della guerra) come un'insopportabile umiliazione. Le condizioni economiche, sociali e politiche che si aggiunsero furono successivamente sfruttate da Hitler per meri interessi politici.

### Anni 1920
Il 14 marzo 1920 nacque Heinrich Hitler, figlio di Alois Jr. e della sua seconda moglie Hedwig Heidemann; nel 1924 venne perseguito per bigamia, ma riuscì ad ottenere l'assoluzione grazie all'intervento di Bridget a suo favore. Il figlio maggiore William Patrick Hitler rimase con il padre e la sua nuova famiglia nel corso dei primi viaggi compiuti nella repubblica di Weimar, tra la fine degli anni venti e gli inizi degli anni trenta.
Quando Adolf venne confinato nella fortezza di Landsberg am Lech a seguito del fallito putsch di Monaco Angela fece il viaggio direttamente da Vienna per poterlo vedere; le sue due figlie, Angelika Raubal (Geli) ed Elfriede, accompagnarono la madre quando questa divenne la governante di Hitler nel 1925. Geli aveva allora 17 anni e passò i seguenti sei anni a stretto contatto con il mezzo-zio. Nel 1928 Angela si trasferì al Berghof, sempre in qualità di governante. Geli si trasferì nell'appartamento di Hitler l'anno successivo quando s'iscrisse all'Università Ludwig Maximilian di Monaco per studiare medicina. Non riuscì però a completare gli studi.
Mentre dava la sua scalata al potere come capo del Partito Nazionalsocialista dei Lavoratori Tedeschi Hitler mantenne uno stretto controllo sulla sua mezza-nipote, comportandosi in maniera estremamente dominante e possessiva. Quando venne a sapere che aveva instaurato un rapporto col proprio autista personale, Emil Maurice (di origini ebraiche), la costrinse a troncare la relazione e destituì Maurice dal suo incarico. In seguito non le permise più di stare assieme agli amici e fece in modo che vi fosse con lei sempre qualcuno di sua stretta fiducia per accompagnarla a fare shopping, al cinema e all'opera.
Adolf incontrò per la prima volta Eva Braun, di 23 anni più giovane, presso lo studio fotografico di Heinrich Hoffmann a Monaco di Baviera nell'ottobre del 1929; di tanto in tanto ebbe anche altre donne, tra cui la stessa figlia di Hoffmann Henrietta e Maria Reiter.

### Anni 1930
Geli si suicidò nel 1931. Immediatamente cominciarono a circolare notizie circa una possibile relazione incestuosa e si parlò perfino di omicidio; lo storico Ian Kershaw sostiene che tali voci iniziarono a circolare proprio nel momento in cui le presunte "pratiche sessuali devianti furono utilizzate come mezzo propagandistico contro Hitler".
Dopo che per molto tempo ebbe assai scarsi contatti col fratello, Paula fu felice di poterlo nuovamente re-incontrare a Vienna all'inizio degli anni trenta. Da parte sua, dopo aver perso l'impiego che aveva in un'impresa assicurativa viennese nel 1930 (i suoi datori di lavoro scoprirono chi ella veramente fosse), Paula cominciò a ricevere un sostegno finanziario da parte del fratello il quale continuò fino al 1945. Su espressa richiesta dello stesso Hitler visse sotto il cognome Wolf ("lupo", un soprannome risalente all'infanzia e che aveva utilizzato anche negli anni venti per motivi di sicurezza) e lavorò sporadicamente. In seguito affermò di aver veduto il fratello non più di una volta all'anno tra gli anni trenta e i primi anni quaranta.
Quando il partito nazista ottenne ben 107 seggi al Reichstag nel 1930 il Times Union di Albany fece pubblicare una dichiarazione di Alois Jr.
Nel 1934 Alois Jr. aprì un ristorante a Berlino il quale divenne ben presto un popolare luogo d'incontro per le SA; riuscì a mantenerlo aperto per tutta la durata della guerra.
Angela disapprovò apertamente il rapporto instauratosi tra Adolf ed Eva Braun; alla fine lasciò Berchtesgaden e si trasferì a Dresda; Hitler interruppe tutti i rapporti con Angela e non partecipò al suo secondo matrimonio. Il 20 gennaio del 1936 ella sposò Martin Hammitzsch, direttore della scuola statale di architettura di Dresda.

### Seconda guerra mondiale
Mentre Hitler condusse la Germania nazista verso la seconda guerra mondiale si allontanò sempre più dalla famiglia. Dopo che rimase estraniato a seguito della disapprovazione del suo rapporto con Eva, Adolf e Angela alla fine ristabilirono i contatti nel corso della guerra; lei fu così il suo intermediario col resto della famiglia, poiché Adolf non volle avere dei contatti diretti. Nel 1941 ella vendette le sue memorie le quali narravano dei loro anni giovanili per Eher Verlag, che gli fruttarono 20 000 Reichsmark. Nel frattempo Alois Jr. continuò a gestire il proprio ristorante; venne arrestato dalle truppe inglesi ma rilasciato quando emerse che non ebbe alcun ruolo all'interno del regime.
Un paio di parenti di Adolf servirono durante la guerra. Il nipote Heinrich (Heinz) fu membro del partito; partecipò ad un'accademia nazista elitaria, la National Politische Erziehungsanstalten a Ballenstedt; studiò per poter diventare ufficiale e si unì alla Wehrmacht nel 23º reggimento artiglieri nel 1941 e partecipò all'operazione Barbarossa; ottenne una Croce di Ferro di seconda classe. Il 20 gennaio del 1942 fu catturato dall'Armata Rossa ed inviato nella prigione militare Butyrka a Mosca ove morì appena ventunenne il 23 febbraio a seguito degli interrogatori e della tortura subiti. Non era sposato né aveva figli.
L'altro mezzo nipote di Adolf, Leo Rudolf Raubal Jr., venne reclutato nella Luftwaffe. Fu ferito nel gennaio del 1943 durante la battaglia di Stalingrado e il generale Friedrich Paulus chiese ad Hitler un aereo per poter evacuare Raubal; ma il Führer rifiutò e questi venne catturato dai sovietici il 31 di gennaio. Hitler ordinò di verificare la possibilità di uno scambio di prigionieri con Jakov Iosifovič Džugašvili (primo figlio di Iosif Stalin) il quale era prigioniero dei tedeschi dal 16 luglio del 1941: Stalin rifiutò di effettuare uno scambio con Raubal o Paulus affermando che "la guerra è guerra" (il figlio di Stalin morì in campo di concentramento).
William Patrick Hitler combatté nell'United States Navy e ottenne anche due onorificenze, la Purple Heart e la World War II Victory Medal; dopo essersi trasferito negli Stati Uniti d'America nel 1944 cambiò il proprio cognome in quello di Stuart-Houston .
Nella primavera del 1945, dopo la completa distruzione di Dresda a seguito del massiccio bombardamento di Dresda avvenuto tra il 13 e il 15 di febbraio Adolf spostò Angela a Berchtesgaden per evitare che venisse catturata; fece inoltre in modo che lei assieme alla sorella minore Paula ricevessero 100 000 Reichsmark. Vi sono prove indicanti che Paula condivise le forti convinzioni nazionalistiche del fratello, ma non fu mai politicamente attiva né entrò nel partito.
Adolf Hitler si sposò il 29 aprile 1945 con la sua amante Eva Braun (nata il 6 febbraio 1912), che frequentava fin dal 1929, nel "Führerbunker" a Berlino ed entrambi si suicidarono il giorno dopo.

### Discendenti
Si presume che Hitler abbia anche potuto avere un figlio, Jean-Marie Loret, con una francese di nome Charlotte Lobjoie. Jean-Marie nacque nel marzo del 1918 e morì nel 1985; si sposò più volte e giunse ad avere fino a nove figli. L'avvocato della sua famiglia ha suggerito che, se la loro discendenza da Hitler potesse essere dimostrata, potrebbero essere in grado di chiedere i diritti d'autore per il Mein Kampf. Tuttavia molti storici come Anton Joachimsthaler e Sir Ian Kershaw affermano che la paternità di Hitler è improbabile o che è in ogni caso impossibile da dimostrare.
Solo due dei fratelli e delle sorelle di Hitler, Angela e Alois Jr., si sposarono. La sorella di Adolf che visse di più, Paula Hitler, non si sposò mai e non ebbe figli. Quindi Adolf Hitler ebbe i parenti più prossimi solo dalla parte dei fratellastri.
Angela sposò Leo Raubal Sr. (1879-1910) ed ebbero tre figli: Leo Rudolf Raubal Jr. ebbe a sua volta un figlio, Peter Raubal, nel 1931; Angelika Raubal si è suicidata senza aver mai avuto figli nel 1931; Elfriede Raubal sposò il dottor Ernst Hochegger nel 1937 ed ebbe un figlio, Heiner Hochegger, nel 1945 oltre ad una figlia.
Il figlio di Alois Jr. Heinrich Hitler (del suo secondo matrimonio) è morto in una prigione militare sovietica nel 1942 senza figli. Il figlio di Alois avuto dal primo matrimonio, William Patrick (1911-87), sposò Phyllis Jean-Jacques (nata nel 1925) nel 1947 negli Stati Uniti d'America ed ebbe quattro figli. Alex Adolf Stuart-Houston (1949- ), Louis (1951- ), Howard Ronald (1957-1989) e Brian William (1965- ) il quale è il discendente più giovane e più vicino tuttora vivente di Adolf Hitler. Nessuno di loro ha mai avuto dei figli; solo Howard, morto in un incidente automobilistico, era sposato.
Leo Rudolf Raubal Jr. si sposò ed ebbe un figlio, Peter Raubal (nato nel 1931) il quale è tuttora un ingegnere in pensione e vive a Linz.
Secondo David Gardner, autore di Last of the Hitlers gli esponenti del ramo statunitense degli Hitler "non hanno firmato un patto preordinato, ma quello che hanno fatto è stato solo di parlare fra di loro; hanno parlato dell'onere che hanno avuto sullo sfondo delle loro vite e hanno deciso che nessuno di loro si sposasse, che nessuno di loro avrebbe mai avuto figli... e questo è un patto che hanno mantenuto fino ad oggi".
Anche se nessuno dei figli di Stuart-Houston ha avuto discendenti, suo figlio Alex, assistente sociale, ha affermato che contrariamente a questa speculazione non vi fu mai alcun patto per fermare intenzionalmente la linea di sangue di Hitler.

## Presunte radici ebraiche della famiglia Hitler
Hitler tentò sempre di evitare di approfondire le proprie origini familiari, anche per il dubbio che vi fosse la possibilità che si potessero trovare ascendenze ebraiche; pertanto il suo albero genealogico rimase, per molto tempo, parzialmente avvolto nel mistero. Già all'epoca Heinrich Himmler commissionò a sua insaputa delle indagini per appurare la presenza di eventuali antenati ebrei. Tuttavia nella regione natale di Hitler, l'Alta Austria, non sono poi così rari i cognomi "Hitler", "Hiedler", "Hüttler" e le altre sue varianti; né sono rari i cognomi dei parenti del dittatore, sia i "Pöltzl" sia gli "Schicklgruber", tanto che anche le indagini di Himmler non approdarono a conclusioni certe.
Il cognome della nonna paterna di Hitler, "Schicklgruber" ("tagliatore di siepi"), è stato ipotizzato fosse di origine ebraica sebbene gli storici abbiano smentito tale pretesa. Nondimeno nell'Europa orientale, soprattutto in Polonia, in Ucraina e in Lituania esistevano effettivamente famiglie ebree che portavano il cognome "Hiedler" e "Hüttler", sebbene non vi sia una traccia storicamente accertata di una possibile emigrazione in Austria, o – se questa davvero sia avvenuta – di un loro possibile legame di parentela con la nonna del futuro dittatore.
Durante gli anni della Repubblica di Weimar furono parecchie le voci in circolazione sul suo presunto lignaggio ebraico, molte di queste propugnate ad arte da Josef Greiner, uno scrittore austriaco ostile a Hitler, che tuttavia affermava di conoscere bene la famiglia di lui. Costui fece notare più volte che il cognome "Hitler" era un costrutto, come tipicamente erano (e sono) i cognomi ebraici nel mondo germanico: il cognome "Hitler" deriverebbe dal sostantivo "Hut", ovvero "cappello", ma anche "guardia" e in effetti il padre di Hitler lavorava come guardia di dogana.
Un contributo all'ipotesi concernente le origini ebraiche di Hitler proviene altresì da Hans Frank, avvocato di Hitler e governatore generale dei territori polacchi occupati. Nel corso del processo di Norimberga questi produsse un proprio scritto dove sosteneva che Hitler non sapesse con certezza chi fosse stato suo nonno. L'opinione di Frank era che Hitler sarebbe stato per un quarto ebreo, poiché sua nonna Maria Anna Schicklgruber sarebbe rimasta incinta del padre di Adolf mentre era al servizio a Graz presso la famiglia di un ricco commerciante ebreo, tale Leopold Frankenbergern, il quale avrebbe pagato delle somme a favore del proprio presunto figlio Alois. Tuttavia, è stato dimostrato che nessuna famiglia ebrea (né tanto meno alcun ebreo di nome Frankenbergern) si trovasse a Graz in quel periodo e non esiste alcuna prova dei presunti versamenti a favore di Alois. Anzi, stando al principale biografo di Hitler, Ian Kershaw, neppure è attestata la presenza fisica della nonna di Hitler a Graz nel periodo fatidico. Inoltre, non è neanche vero che Adolf adottò il proprio cognome "Hitler" come nome d'arte quando dipingeva, in quanto Hitler era il suo cognome legittimo, così come non esistono testimonianze a favore che la madre di Hitler avesse pur'ella delle relazioni extraconiugali, così come è destituita da ogni fondamento l'ipotesi della genesi dell'antisemitismo in Hitler avendo egli un giorno rincasato e trovato la madre in atteggiamenti intimi con un conoscente di religione ebraica, come in certe biografie riportato.
Il 14 ottobre 1933 apparve un articolo sul quotidiano londinese Daily Mirror, corredato da un'esplicita fotografia che mostrava l'immagine di una lapide funeraria in un cimitero ebraico di Bucarest, in Romania, recante l'epitaffio di un certo Adolf Hittler, probabilmente, secondo gli avversari di Hitler, un antenato del futuro dittatore.

## Membri della famiglia
- Adolf Hitler (1889-1945), cancelliere tedesco
- Eva Braun (1912-1945), moglie
- Alois Hitler, Sr. (1837-1903), padre
- Klara Pölzl (1860-1907), madre
- Alois Hitler, Jr. (prenome "Matzelsberger") (1882-1956), fratellastro maggiore
- Angela Hitler (1883-1949), sorellastra maggiore
- Quattro dei fratelli di Adolf sono morti neonati o nel corso della prima infanzia a causa di malattie:
  - Gustav Hitler (1885-1887), morto di difterite
  - Ida Hitler (1886-1888), morta di difterite
  - Otto Hitler (1892-1892), morto di idrocefalo
  - Edmund Hitler (1894-1900), morto di morbillo
- Paula Hitler (1896-1960), sorella minore e unica tra i fratelli a sopravvivere fino all'età adulta
- Bridget Dowling (1891–1969), cognata
- Angelika Raubal (Geli) (1908–1931), nipote
- Gretl Braun (1915–1987), cognata attraverso il matrimonio di Hitler con Eva Braun
- Heinrich Hitler (Heinz) (1920–1942), nipote
- Ilse Braun (1909–1979), cognata attraverso il matrimonio di Hitler con Eva Braun
- Johann Georg Hiedler (1792-1857), presunto nonno paterno
- Johann Nepomuk Hiedler (1807–1888), presumibilmente prozio e forse il vero nonno paterno di Hitler
- Leo Raubal Jr (1906–1977), nipote
- Maria Schicklgruber (1795-1847), nonna paterna
- Johanna Pölzl (1830–1906), nonna materna
- William Patrick Hitler (poi Stuart-Houston) (1911–1987), nipote, nato a Liverpool.

## Tavole genealogiche di sintesi

### Famiglia Hitler
|                                 |                                                                                            |                                                                                            |                        |                               |                               |                                                                                               |                                                                                               |                                   | | |                       |                                                           |                                                           |                                                         |                                           |                    |                    |                   |                   |
|                                 |                                                                                            |                                                                                            |                        |                               |                               |                                                                                               |                                                                                               |                                   | Stefan Hiedler *1672 †? ⚭ Agnes Capeller *1674 †?                                                                                   | |                       |                                                           |                                                           |                                                         |                                           |                    |                    |                   |                   |
|                                 |                                                                                            |                                                                                            |                        |                               |                               |                                                                                               |                                                                                               |                                   | | |                       |                                                           |                                                           |                                                         |                                           |                    |                    |                   |                   |
|                                 |                                                                                            |                                                                                            |                        |                               |                               |                                                                                               |                                                                                               |                                   | | |                       |                                                           |                                                           |                                                         |                                           |                    |                    |                   |                   |
|                                 |                                                                                            |                                                                                            |                        |                               |                               |                                                                                               |                                                                                               |                                   | Johann *1725 †? ⚭ Maria Anna Neugesch-Wandter *? †?                                                                                 | |                       |                                                           |                                                           |                                                         |                                           |                    |                    |                   |                   |
|                                 |                                                                                            |                                                                                            |                        |                               |                               |                                                                                               |                                                                                               |                                   | | |                       |                                                           |                                                           |                                                         |                                           |                    |                    |                   |                   |
|                                 |                                                                                            |                                                                                            |                        |                               |                               |                                                                                               |                                                                                               |                                   | | |                       |                                                           |                                                           |                                                         |                                           |                    |                    |                   |                   |
|                                 |                                                                                            |                                                                                            |                        |                               |                               |                                                                                               |                                                                                               |                                   | Martin *1762 †1829 ⚭ Anna Maria Goschl *1760 †1854                                                                                  | |                       |                                                           |                                                           |                                                         |                                           |                    |                    |                   |                   |
|                                 |                                                                                            |                                                                                            |                        |                               |                               |                                                                                               |                                                                                               |                                   | | |                       |                                                           |                                                           |                                                         |                                           |                    |                    |                   |                   |
|                                 |                                                                                            |                                                                                            |                        |                               |                               |                                                                                               |                                                                                               |                                   | | |                       |                                                           |                                                           |                                                         |                                           |                    |                    |                   |                   |
|                                 |                                                                                            |                                                                                            |                        |                               |                               |                                                                                               | Lorenz *? †?                                                                                  | Lorenz *? †?                      | Johann Georg *1792 †1857 ⚭ Maria Schicklgruber *1795 †1847                                                                          | Johann Georg *1792 †1857 ⚭ Maria Schicklgruber *1795 †1847                                                                          |                       | Johann Nepomuk *1807 †1888 ⚭ Eva Maria Decker *1792 †1873 | Johann Nepomuk *1807 †1888 ⚭ Eva Maria Decker *1792 †1873 |                                                         |                                           |                    |                    |                   |                   |
|                                 |                                                                                            |                                                                                            |                        |                               |                               |                                                                                               |                                                                                               |                                   | | |                       |                                                           |                                                           |                                                         |                                           |                    |                    |                   |                   |
|                                 |                                                                                            |                                                                                            |                        |                               |                               |                                                                                               |                                                                                               |                                   | | |                       |                                                           |                                                           |                                                         |                                           |                    |                    |                   |                   |
|                                 |                                                                                            |                                                                                            |                        |                               |                               |                                                                                               |                                                                                               |                                   | Alois Hitler *1837 †1903 (II) ⚭ Anna Glasl-Hörer *? †1883 (II) ⚭ Franziska Matzelberger *1861 †1884 (III) ⚭ Klara Pölzl *1860 †1907 | Alois Hitler *1837 †1903 (II) ⚭ Anna Glasl-Hörer *? †1883 (II) ⚭ Franziska Matzelberger *1861 †1884 (III) ⚭ Klara Pölzl *1860 †1907 | Walburga *1832 †1900  | Walburga *1832 †1900                                      | Johanna *?1830 †1906 ⚭ Johann Baptist Pölzl *1828 †1902   | Johanna *?1830 †1906 ⚭ Johann Baptist Pölzl *1828 †1902 |                                           |                    |                    |                   |                   |
|                                 |                                                                                            |                                                                                            |                        |                               |                               |                                                                                               |                                                                                               |                                   | | |                       |                                                           |                                                           |                                                         |                                           |                    |                    |                   |                   |
|                                 |                                                                                            |                                                                                            |                        |                               |                               |                                                                                               |                                                                                               |                                   | | |                       |                                                           |                                                           |                                                         |                                           |                    |                    |                   |                   |
|                                 | (II) Alois Jr. *1882 †1956 (I) ⚭ Bridget Dowling *1891 †1969 (II) ⚭ Hedwig Heidemann *? †? | (II) Alois Jr. *1882 †1956 (I) ⚭ Bridget Dowling *1891 †1969 (II) ⚭ Hedwig Heidemann *? †? |                        |                               |                               | (II) Angela *1883 †1949 (I) ⚭ Leo Raubal Sr. *1879 †1910 (II) ⚭ Martin Hammitzsch *1878 †1945 | (II) Angela *1883 †1949 (I) ⚭ Leo Raubal Sr. *1879 †1910 (II) ⚭ Martin Hammitzsch *1878 †1945 | (III) Gustav *1885 †1887          | (III) Gustav *1885 †1887 | (III) Ida *1886 †1888 | (III) Ida *1886 †1888 | (III) Otto *†1892                                         | (III) Otto *†1892                                         | Adolf *1889 †1945 ⚭ Eva Braun *1912 †1945               | Adolf *1889 †1945 ⚭ Eva Braun *1912 †1945 | Edmund *1894 †1900 | Edmund *1894 †1900 | Paula *1896 †1960 | Paula *1896 †1960 |
|                                 |                                                                                            |                                                                                            |                        |                               |                               |                                                                                               |                                                                                               |                                   | | |                       |                                                           |                                                           |                                                         |                                           |                    |                    |                   |                   |
|                                 |                                                                                            |                                                                                            |                        |                               |                               |                                                                                               |                                                                                               |                                   | | |                       |                                                           |                                                           |                                                         |                                           |                    |                    |                   |                   |
| (I) William Patrick *1911 †1987 | (I) William Patrick *1911 †1987                                                            | (II) Heinz *1920 †1942                                                                     | (II) Heinz *1920 †1942 | (I) Leo Rudolf Jr *1906 †1977 | (I) Leo Rudolf Jr *1906 †1977 | (I) Geli *1908 †1931                                                                          | (I) Geli *1908 †1931                                                                          | (I) Elfriede "Friedl" *1909 †1993 | (I) Elfriede "Friedl" *1909 †1993                                                                                                   | |                       |                                                           |                                                           |                                                         |                                           |                    |                    |                   |                   |

### Famiglia Braun
|                                            |                                            |                                                                |                                                  |                                                  |                                                  |
|                                            |                                            | Friedrich Braun *1879 †1964 ⚭ Franziska Kronberger *1885 †1976 |                                                  |                                                  |                                                  |
|                                            |                                            |                                                                |                                                  |                                                  |                                                  |
|                                            |                                            |                                                                |                                                  |                                                  |                                                  |
| Ilse *1909 †1979 ⚭ (Herr) Hofstätter *? †? | Ilse *1909 †1979 ⚭ (Herr) Hofstätter *? †? | Eva Braun *1912 †1945 ⚭ Adolf Hitler *1889 †1945               | Eva Braun *1912 †1945 ⚭ Adolf Hitler *1889 †1945 | Gretl *1915 †1987 ⚭ Hermann Fegelein *1906 †1945 | Gretl *1915 †1987 ⚭ Hermann Fegelein *1906 †1945 |
|                                            |                                            |                                                                |                                                  |                                                  |                                                  |
|                                            |                                            |                                                                |                                                  |                                                  |                                                  |
|                                            |                                            |                                                                |                                                  | Eva Barbara Fegelein *1945 †1971                 |                                                  |